# Rudy Williams
Rudy Alberto Williams (La Ceiba; 25 de agosto de 1965) es un exfutbolista hondureño que jugó como defensa.

## Clubes
| Club          | País        | Año       |
| ------------- | ----------- | --------- |
| Vida          | Honduras    | 1983-1988 |
| Olimpia       | Honduras    | 1988-2001 |
| ADET (cesión) | El Salvador | 1994-1995 |
| Pumas UNAH    | Honduras    | 2001-2002 |

## Palmarés

### Títulos nacionales
| Título        | Equipo  | País     | Año      |
| ------------- | ------- | -------- | -------- |
| Liga Nacional | Vida    | Honduras | 1983-84  |
| Liga Nacional | Olimpia | Honduras | 1989-90  |
| Liga Nacional | Olimpia | Honduras | 1992-93  |
| Liga Nacional | Olimpia | Honduras | 1996-97  |
| Liga Nacional | Olimpia | Honduras | 1998-99  |
| Liga Nacional | Olimpia | Honduras | Ap. 1999 |
| Liga Nacional | Olimpia | Honduras | Cl. 2000 |

### Títulos internacionales
| Título                           | Equipo (*) | Sede        | Año  |
| -------------------------------- | ---------- | ----------- | ---- |
| Copa de Campeones de la Concacaf | Olimpia    | Honduras    | 1988 |
| Copa de Naciones de la Uncaf     | Honduras   | El Salvador | 1995 |
| Copa Interclubes de la Uncaf     | Olimpia    | Honduras    | 1999 |
| Copa Interclubes de la Uncaf     | Olimpia    | Honduras    | 2000 |

(*) Incluyendo la selección.